# 40装甲部队
40装甲部队（德語：Panzer-Abteilung 40）是第二次世界大战期間納粹德國陸軍的一个坦克营单位。该营曾参与入侵挪威的威悉演习行动以及之后德国-芬兰联合进攻苏联港口摩尔曼斯克的銀狐作戰。在1943年最终被调遣到奥斯陆解散之前，该营一直驻扎在芬兰境内。